# الصاعقة (رواية)
الصاعقة هي إحدى روايات الروائية الأمريكية دانيال ستيل (بالإنجليزية Lightning) وهي من الروايات الرومانسية.

## نبذة قصيرة
تدور أحداث الرواية عن محامية مشهورة من نيويورك سعيدة في زواجها من أحد أشهر رجال المال في وول ستريت ومتميزة في حياتها العملية تتلقى خبرا ينزل عليها كالصاعقة حيث تكتشف حقيقة مرضها وتنهار حياتها رأسا على عقب حيث يبتعد عنها زوجها وهي في أمس الحاجة اليه وتنهار حياته العملية في نفس التوقيت تقريبا، وتصل حياتهما معا إلى نقطة يتعين عليها تحديد ما إذا كانت ستستمر في حياتها مع زوجها أم ستكملها من غيره.